# Bamby
Ne doit pas être confondu avec Bambi.
Bamby de son vrai nom Ambre Zamor, née le 11 septembre 1991 en Guyane, est une chanteuse guyanaise de dancehall,.

## Biographie
Ambre Zamor naît en Guyane le 11 septembre 1991, elle commence à chanter et danser dès 3 ans. Sa mère passe en boucle des albums de Whitney Houston, qu'elle apprend par cœur et répète.  
Lorsqu'elle est en CM2, elle participe à un casting  pour être choriste dans un album du chanteur guyanais Francis Nugent.
C'est son ami d'enfance Jahyanai, lui-même auteur-compositeur, qui la pousse en 2015 à réaliser un premier clip, Real Wifey, qui devient rapidement un succès sur Internet avec plus de vingt millions de vue sur youtube. Jahyanai devient alors son producteur et chante en duo avec elle dans certains de ses morceaux.
Son nom de scène, Bamby, vient du surnom qu'elle avait étant petite.

## Style musical
- Reggae[5]
- Dancehall[5]

## Discographie

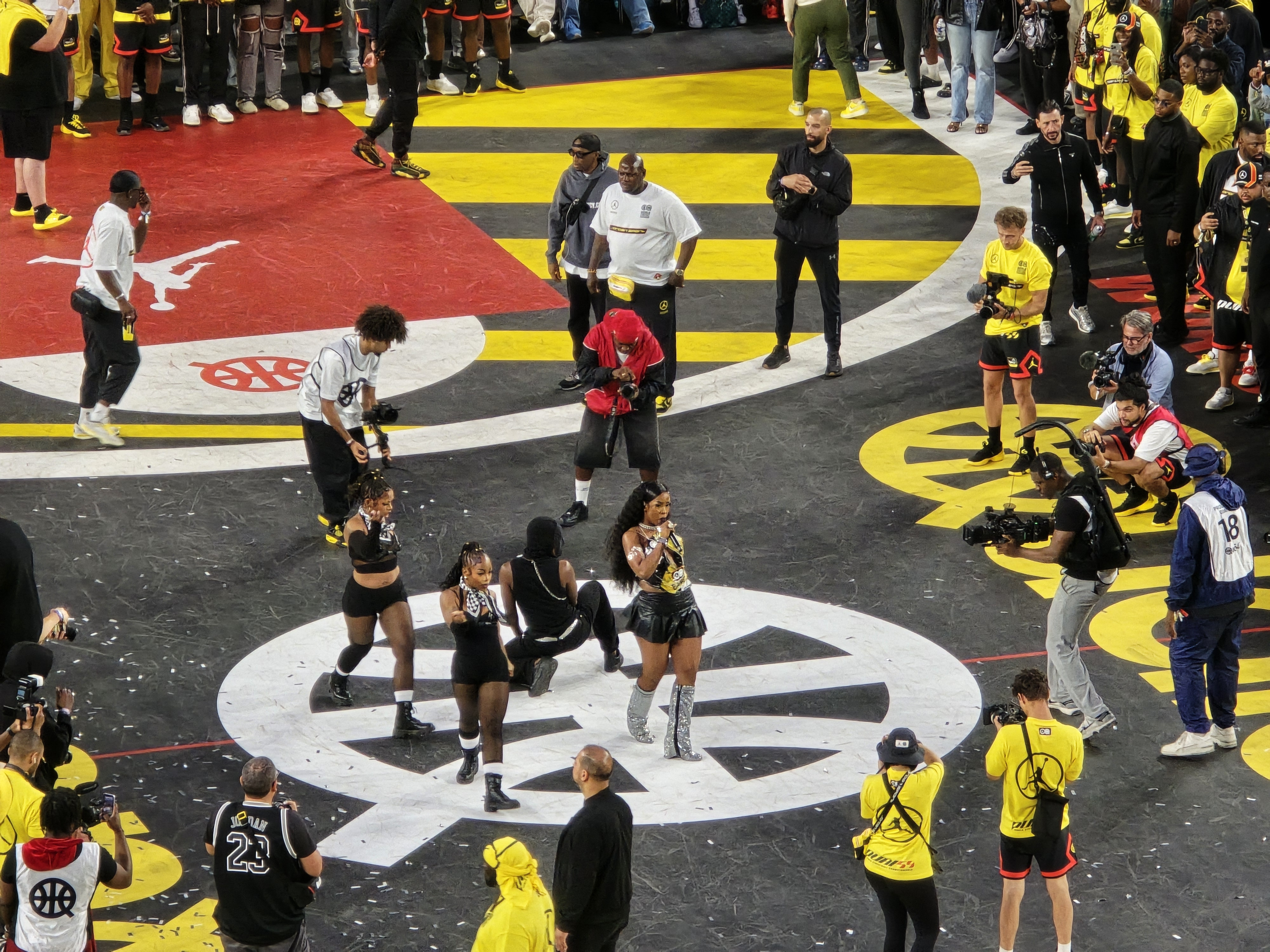
Bamby au Quai 54 2025.

### Singles
- 2015 : Real Wifey (avec Jahyanaï)[5],[6]
- 2015 : Fix Up (avec Jahyanaï)[5]
- 2016 : This Bwoy[5]
- 2016 : Fo Ba Mo Lè[5]
- 2016 : Run Di Place (avec Jahyanaï)[5]
- 2017 : Who Mad Again (avec Jahyanaï)
- 2018 : Bad from Mi Born
- 2018 : Take Control (avec DJ Battle, Jahyanai et Mr Eazi)
- 2019 : Sugar Daddy
- 2019 : F*ck it[7],[réf. souhaitée]
- 2019 : Empire (avec DJ Babs, Jahyanai)
- 2019 : Bag a Gyal (avec Jahyanai)
- 2020 : Downtown
- 2021 : Haffi Buss
- 2021 : Medusa (West Indies Remix) (avec  H Magnum, Jahyanai et GIMS)
- 2021 : Perdre ou Gagner (avec Petit Pays)
- 2022 : Buzz
- 2022 : Buddy (avec Jahyanai, Dj Leska, Chily)
- 2022 : Oh Baby (Remix) (avec Kima)
- 2022 : Phenomenal (Nèg'Marrons, Jahyanai)
- 2023 : Mago (avec Maud Elka)
- 2023 : Coeur Automatique + Remix (avec DJ FaFi)
- 2023 : 50/50
- 2023 : BMW (avec Natoxie)
- 2023 : Chupa Chups
- 2024 : No mix with b*tch
- 2024 : Jamming
- 2024 : Esmeralda (avec Says'z)
- 2024 : WOOW (Holiday Session) (avec Mikado)
- 2024 : Guyane
- 2024 : Don Dada
- 2024 : Chic (avec Maureen)
- 2025 : Don Dada (Afro House remix)

## Récompenses
- Hit Lokal Awards : Révélation Féminine 2017